# Masato Jinbo
Masato Jinbo (神保 昌登 Jinbo Masato?) es un director y guionista gráfico de anime japonés. Desde 2014, ha dirigido múltiples series, incluidas las adaptaciones de Fate/kaleid liner Prisma Illya y Chaos;Child.

## Biografía
Jinbo nació en Tokio y se graduó de la Tokyo Metropolitan Kogei High School. Trabajó en Studio Graffiti como aprendiz y en Studio Cab y Studio Sion como gerente de producción. En 2005, dirigió el web anime Hito Ken Mamoru-kun to Ayumi-chan "Sekai o Shiawase ni". En 2014, Jinbo hizo su gran debut como director con la segunda temporada de la serie de anime Fate/kaleid liner Prisma Illya.
En 2018, Jinbo estableció PartsCraft, una empresa que se especializa en la planificación y producción de animación. En 2022, fue nominado a Mejor Director en los Newtype Anime Awards por su trabajo en Go-Tōbun no Hanayome The Movie.

## Trabajos

### Series de televisión
Destaca papeles con funciones de dirección de series.
     Destaca papeles con funciones de asistente de dirección o supervisión.
| Año  | Título                                                           | Director(es)                               | Estudio                                  | Funciones | Refs.  |
| ---- | ---------------------------------------------------------------- | ------------------------------------------ | ---------------------------------------- | --- | ------ |
| 2006 | Ginga Densetsu Weed                                              | Toshiyuki Katō                             | Studio Deen                              | Guionista gráfico (#13) | [ 4 ]  |
| 2006 | Zoids: Genesis                                                   | Kazunori Mizuno                            | Xebec                                    | Director de episodios (#14, 33, 38, 44) Guionista gráfico (#14)                                                                                       | [ 5 ]  |
| 2006 | Simoun                                                           | Junji Nishimura                            | Studio Deen                              | Director de episodios (#9, 20) | [ 6 ]  |
| 2006 | Jigoku Shōjo Futakomori                                          | Takahiro Ōmori                             | Studio Deen                              | Director de episodios (#4, 10, 15, 21) Guionista gráfico (#4, 15, 21)                                                                                 | [ 7 ]  |
| 2007 | Oh! Edo Rocket                                                   | Seiji Mizushima                            | Madhouse                                 | Director de episodio (#4) | [ 8 ]  |
| 2007 | Shining Tears X Wind                                             | Hiroshi Watanabe                           | Studio Deen                              | Director de episodios (#2, 7, 10) | [ 9 ]  |
| 2007 | Shakugan no Shana II (Second)                                    | Takashi Watanabe                           | J.C.Staff                                | Director de episodios (#18, 23) | [ 10 ] |
| 2008 | Slayers Revolution                                               | Takashi Watanabe                           | J.C.Staff                                | Director de episodios (#4, 9) Guionista gráfico (#9)                                                                                                  | [ 11 ] |
| 2008 | Jigoku Shōjo Mitsuganae                                          | Hiroshi Watanabe                           | Studio Deen                              | Director de episodios (#4, 10, 15, 21) Guionista gráfico (#4, 15, 21)                                                                                 | [ 12 ] |
| 2008 | Junjō Romantica 2                                                | Chiaki Kon                                 | Studio Deen                              | Director de episodio (#2) | [ 13 ] |
| 2009 | Maria-sama ga Miteru 4th                                         | Toshiyuki Katō                             | Studio Deen                              | Director de episodio (#10) | [ 14 ] |
| 2009 | Slayers Evolution-R                                              | Takashi Watanabe                           | J.C.Staff                                | Director de episodios (#2, 10) | [ 15 ] |
| 2009 | Hayate no Gotoku!!                                               | Yoshiaki Iwasaki                           | J.C.Staff                                | Director de episodio (#17) | [ 16 ] |
| 2009 | Hatsukoi Limited.                                                | Yoshiki Yamakawa                           | J.C.Staff                                | Director de episodios (#1, 7) | [ 17 ] |
| 2009 | Yoku Wakaru Gendai Mahō                                          | Yasuhiro Kuroda                            | Nomad                                    | Director de episodio (#6) | [ 18 ] |
| 2009 | Seitokai no Ichizon                                              | Takuya Satō                                | Studio Deen                              | Director de episodios (#6, 12) | [ 19 ] |
| 2009 | To Aru Kagaku no Railgun                                         | Tatsuyuki Nagai                            | J.C.Staff                                | Director de episodio (#20) | [ 20 ] |
| 2010 | Kaichō wa Maid-sama!                                             | Hiroaki Sakurai                            | J.C.Staff                                | Director de episodio (#5) | [ 21 ] |
| 2010 | Ichiban Ushiro no Dai Maō                                        | Takashi Watanabe                           | Artland                                  | Director de episodios (#1, 7) Guionista gráfico (#6-7)                                                                                                | [ 22 ] |
| 2010 | Hakuōki                                                          | Osamu Yamasaki                             | Studio Deen                              | Director de episodio (#2) | [ 23 ] |
| 2010 | Saraiya Goyō                                                     | Tomomi Mochizuki                           | Manglobe                                 | Director de episodio (#7) | [ 24 ] |
| 2010 | Tantei Opera Milky Holmes                                        | Makoto Moriwaki                            | J.C.Staff                                | Director de episodios (#4, 12) Guionista gráfico (#4)                                                                                                 | [ 25 ] |
| 2010 | To Aru Majutsu no Index II                                       | Hiroshi Nishikiori                         | J.C.Staff                                | Director de episodios (#3, 5, 7, 13, 15, 22-23) Guionista gráfico (#22) Director asistente                                                            | [ 26 ] |
| 2011 | Hidan no Aria                                                    | Takashi Watanabe                           | J.C.Staff                                | Director de episodio (#10) | [ 27 ] |
| 2011 | Deadman Wonderland                                               | Kōichi Hatsumi                             | Manglobe                                 | Director de episodio (#7) | [ 28 ] |
| 2011 | Kamisama no Memochō                                              | Katsushi Sakurabi                          | J.C.Staff                                | Director de episodios (#1, 4, 7) Guionista gráfico (#4; OP) Director de unidad (#OP)                                                                  | [ 29 ] |
| 2011 | Bakuman. 2nd Season                                              | Ken'ichi Kasai Noriaki Akitaya             | J.C.Staff                                | Director de episodio (#14) Guionista gráfico (#17) | [ 30 ] |
| 2011 | Shakugan no Shana III (Final)                                    | Takashi Watanabe                           | J.C.Staff                                | Director de episodios (#2, 8, 18, 22) | [ 31 ] |
| 2012 | Kill Me Baby                                                     | Yoshiki Yamakawa                           | J.C.Staff                                | Director de episodios (#1, 12) | [ 32 ] |
| 2012 | Saint Seiya: Omega                                               | Kōhei Kureta Morio Hatano Tatsuya Nagamine | Toei Animation                           | Guionista gráfico (#14) | [ 33 ] |
| 2012 | Tasogare Otome × Amnesia                                         | Shin Ōnuma Takashi Sakamoto                | Silver Link                              | Director de episodios (#5, 7) | [ 34 ] |
| 2012 | Natsuyuki Rendezvous                                             | Kō Matsuo                                  | Doga Kobo                                | Director de episodios (#3, 9) Guionista gráfico (#3, 9)                                                                                               | [ 35 ] |
| 2012 | Dog Days'                                                        | Junji Nishimura                            | Seven Arcs                               | Director de episodio (#10) | [ 36 ] |
| 2012 | Kokoro Connect                                                   | Shin Ōnuma Shin'ya Kawatsura               | Silver Link                              | Director de episodios (#2, 5) | [ 37 ] |
| 2012 | Onii-chan dakedo Ai sae Areba Kankeinai yo ne!                   | Keiichiro Kawaguchi                        | Silver Link                              | Director de episodio (#8) Guionista gráfico (#8) Personal (#OP, ED)                                                                                   | [ 38 ] |
| 2013 | Mangirl!                                                         | Nobuaki Nakanishi                          | Doga Kobo                                | Director de episodios (#10, 12) Guionista gráfico (#10, 12)                                                                                           | [ 39 ] |
| 2013 | Zettai Karen Children: The Unlimited - Hyōbu Kyōsuke             | Shishō Igarashi                            | Manglobe                                 | Director de episodios (#3, 6, 11) Guionista gráfico (#3, 6, 11)                                                                                       | [ 40 ] |
| 2013 | Kakumeiki Valvrave                                               | Kō Matsuo                                  | Sunrise                                  | Director de episodios (#2, 10) | [ 41 ] |
| 2013 | Watashi ga Motenai no wa Dou Kangaetemo Omaera ga Warui!         | Shin Ōnuma                                 | Silver Link                              | Director de episodio (#2) Guionista gráfico (#2; ED 2) Director de unidad (#ED 2)                                                                     | [ 42 ] |
| 2013 | Fate/kaleid liner Prisma☆Illya                                   | Mirai Minato Takashi Sakamoto Shin Ōnuma   | Silver Link                              | Director de episodios (#6, 10) Guionista gráfico (#10; OP) Director de unidad (#OP)                                                                   | [ 2 ]  |
| 2013 | Strike the Blood                                                 | Takao Sano Hideyo Yamamoto                 | Silver Link Connect                      | Director de animación (#11) | [ 43 ] |
| 2013 | Hajime no Ippo: Rising                                           | Jun Shishido                               | Madhouse MAPPA                           | Director de unidad (#2) | [ 44 ] |
| 2014 | Seikoku no Dragonar                                              | Shunsuke Tada Tomoyuki Kurokawa            | C-Station                                | Director de episodios (#4, 8) | [ 45 ] |
| 2014 | Fate/kaleid liner Prisma☆Illya 2wei!                             | Shin Ōnuma Masato Jinbo                    | Silver Link                              | Director Director de episodios (#1, 6, 10) Guionista gráfico (#1, 6, 10; OP, ED) Director de unidad (#OP, ED)                                         | [ 46 ] |
| 2014 | Girl Friend Beta                                                 | Naotaka Hayashi                            | Silver Link                              | Director de episodio (#9) | [ 47 ] |
| 2015 | Fate/kaleid liner Prisma☆Illya 2wei Herz!                        | Shin Ōnuma Masato Jinbo                    | Silver Link                              | Director Director de episodio (#10) Guionista gráfico (#5, 10; OP, ED 2) Director de unidad (#OP, ED2) Animación clave (#10)                          | [ 48 ] |
| 2015 | Ore ga Ojō-sama Gakkō ni "Shomin Sample" Toshite Rachirareta Ken | Masato Jinbo                               | Silver Link                              | Director Director de episodios (#1, 4, 12) Guionista gráfico (#1, 4, 12; OP, ED) Director de unidad (#OP, ED)                                         | [ 49 ] |
| 2015 | Star-Myu                                                         | Shunsuke Tada                              | C-Station                                | Guionista gráfico (#8) | [ 50 ] |
| 2016 | Anne Happy♪                                                      | Shin Ōnuma                                 | Silver Link                              | Guionista gráfico (#2) | [ 51 ] |
| 2016 | Sansha San'yō                                                    | Yasuhiro Kimura                            | Doga Kobo                                | Guionista gráfico (#11) | [ 52 ] |
| 2016 | Fate/kaleid liner Prisma☆Illya 3rei!!                            | Shin Ōnuma Ken Takahashi Masato Jinbo      | Silver Link                              | Director Guionista gráfico (#4) | [ 53 ] |
| 2017 | Chaos;Child                                                      | Masato Jinbo                               | Silver Link                              | Director Composición de la serie Guionista (#1-12) Director de episodios (#0-1, 5, 7, 12) Guionista gráfico (#1, 5, 7-8; ED) Director de unidad (#ED) | [ 54 ] |
| 2017 | Isekai Shokudō                                                   | Masato Jinbo                               | Silver Link                              | Director Composición de la serie Guionista (#1) Director de episodio (#11) Guionista gráfico (#ED) Director de unidad (#ED)                           | [ 55 ] |
| 2018 | Yuru Camp△                                                       | Yoshiaki Kyōgoku                           | C-Station                                | Director de episodio (#OP) Guionista gráfico (#OP) | [ 56 ] |
| 2018 | Mitsuboshi Colors                                                | Tomoyuki Kawamura                          | Silver Link                              | Director de episodio (#10) Guionista gráfico (#10) | [ 57 ] |
| 2018 | Hakyū Hōshin Engi                                                | Masahiro Aizawa                            | C-Station                                | Director de episodios (#4, 10) Guionista gráfico (#4)                                                                                                 | [ 58 ] |
| 2019 | Senryū Shōjo                                                     | Masato Jinbo                               | Connect                                  | Director Composición de la serie Guionista (#1-12) Director de episodios (#1, 7, 12) Guionista gráfico (#1, 12; OP, ED) Director de unidad (#OP, ED)  | [ 59 ] |
| 2019 | Sarazanmai                                                       | Nobuyuki Takeuchi Kunihiko Ikuhara         | MAPPA Lapin Track                        | Director de episodios (#1, 3) Guionista gráfico (#3)                                                                                                  | [ 60 ] |
| 2020 | Heya Camp△                                                       | Masato Jinbo                               | C-Station                                | Director Director de episodios (#1-12) Guionista gráfico (#1-12) Director de unidad                                                                   | [ 61 ] |
| 2020 | Shironeko Project: Zero Chronicle                                | Masato Jinbo                               | Project No.9                             | Director Composición de la serie Guionista (#1-12) Director de episodios (#1, 5) Guionista gráfico (#1) Director de unidad (#ED)                      | [ 62 ] |
| 2020 | Dokyū Hentai HxEros                                              | Masato Jinbo                               | Project No.9                             | Director Composición de la serie Guionista (#1-7, 7.5, 9-12) Director de episodio (#1) Guionista gráfico (#1)                                         | [ 63 ] |
| 2021 | Yuru Camp△ Season 2                                              | Yoshiaki Kyōgoku                           | C-Station                                | Director de episodio (#5) Guionista gráfico (#5-6) | [ 64 ] |
| 2021 | Azur Lane: Bisoku Zenshin!                                       | Masato Jinbo                               | Yostar Pictures CANDY BOX                | Director Director de episodios (#1, 12) Guionista gráfico (#1; ED 1-2) Director de unidad (#ED 1-2)                                                   | [ 65 ] |
| 2021 | Isekai Shokudō 2                                                 | Masato Jinbo                               | OLM                                      | Director Composición de la serie Guionista (#1-12) Guionista gráfico (#12; OP) Director de unidad (#OP)                                               | [ 66 ] |
| 2022 | Tate no Yūsha no Nariagari Season 2                              | Masato Jinbo                               | Kinema Citrus DR Movie                   | Director Director de episodio (#1) Guionista gráfico (#1)                                                                                             | [ 67 ] |
| 2022 | Legend of Mana: The Teardrop Crystal                             | Masato Jinbo                               | Yokohama Animation Laboratory Graphinica | Director Composición de la serie | [ 68 ] |
| 2024 | Nozomanu Fushi no Bōkensha                                       | Noriaki Akitaya                            | Connect                                  | Director de episodio (#1) | [ 69 ] |
| 2024 | Unnamed Memory                                                   | Kazuya Miura                               | ENGI                                     | Director de episodio (#8) | [ 70 ] |

### Películas
Destaca papeles con funciones de dirección de series.
| Año  | Título                         | Director(es) | Estudio                  | Funciones                                  | Refs.  |
| ---- | ------------------------------ | ------------ | ------------------------ | ------------------------------------------ | ------ |
| 2017 | Chaos;Child: Silent Sky        | Masato Jinbo | Silver Link              | Director Composición de la serie Guionista | [ 71 ] |
| 2022 | Go-Tōbun no Hanayome The Movie | Masato Jinbo | Bibury Animation Studios | Director                                   | [ 72 ] |

### ONAs
Destaca papeles con funciones de dirección de series.
| Año  | Título                                                  | Director(es) | Estudio     | Funciones            | Refs.  |
| ---- | ------------------------------------------------------- | ------------ | ----------- | -------------------- | ------ |
| 2005 | Hito Ken Mamoru-kun to Ayumi-chan "Sekai o Shiawase ni" | Masato Jinbo | Desconocido | Director             | [ 1 ]  |
| 2012 | Kyō no Asuka Show                                       | Masato Jinbo | Silver Link | Director de la serie | [ 73 ] |

### OVAs
Destaca papeles con funciones de dirección de series.
| Año  | Título                                                          | Director(es)                  | Estudio     | Funciones                                                                              | Refs.         |
| ---- | --------------------------------------------------------------- | ----------------------------- | ----------- | -------------------------------------------------------------------------------------- | ------------- |
| 2007 | Kyō Kara Maō! R                                                 | Junji Nishimura               | Studio Deen | Director de episodios (#1, 3)                                                          | [ 74 ]        |
| 2009 | Shakugan no Shana S                                             | Takashi Watanabe              | J.C.Staff   | Director de episodios (#1-4)                                                           | [ 75 ] [ 76 ] |
| 2012 | Otome wa Boku ni Koishiteru: Futari no Elder                    | Shin'ya Kawatsura             | Silver Link | Director de episodio (#3) Guionista gráfico (#3)                                       | [ 77 ] [ 78 ] |
| 2014 | Fate/kaleid liner Prisma☆Illya: Undōkai de Dance!               | Mirai Minato Takashi Sakamoto | Silver Link | Director de episodio Guionista gráfico (#OP) Director de unidad (#OP)                  | [ 79 ]        |
| 2014 | Nozo×Kimi                                                       | Masato Jinbo                  | Zexcs       | Director Director de episodio (#1) Guionista gráfico (#1)                              | [ 49 ]        |
| 2014 | Strike Witches: Operation Victory Arrow                         | Kazuhiro Takamura             | Silver Link | Director de episodio (#2) Director de unidad (#2; ED 2)                                | [ 80 ]        |
| 2015 | Fate/kaleid liner Prisma☆Illya 2wei!: Mahō Shōjo in Onsen Ryokō | Shin Ōnuma Masato Jinbo       | Silver Link | Director Director de episodio Guionista gráfico (#OP, ED) Director de unidad (#OP, ED) | [ 81 ]        |

### Especiales
Destaca papeles con funciones de dirección de series.
| Año  | Título                                  | Director(es)  | Estudio                  | Funciones                        | Refs.  |
| ---- | --------------------------------------- | ------------- | ------------------------ | -------------------------------- | ------ |
| 2013 | Fate/kaleid liner Prisma☆Illya Specials | Keisuke Inoue | Silver Link              | Guionista gráfico (#4)           | [ 82 ] |
| 2024 | Go-Tōbun no Hanayome*                   | Masato Jinbo  | Bibury Animation Studios | Director Composición de la serie | [ 83 ] |